# 9cm迫撃砲GR

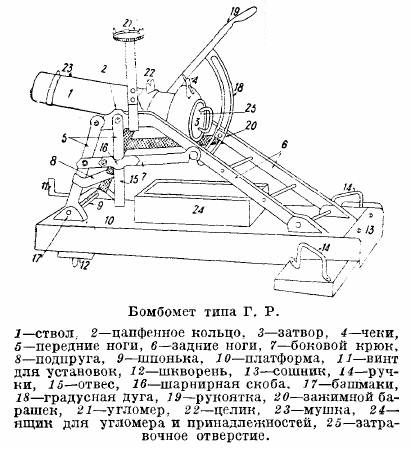

9cm迫撃砲GR（露：9-см бомбомёт типа Г. Р.）とは第一次世界大戦中の1915年~1917年の間に製造され、ロシア帝国軍で使用された迫撃砲である。
その威力は近代の81mmクラスの迫撃砲に匹敵する。

## スペック
- 口径：90mm
- 砲身長：620mm
- 仰角：0～60度
- 初速：101 m/s
- 射程：500m
- 重量：70.4Kg
- 砲弾重量：3.3Kg
- 砲弾長さ152mm
- 炸薬重量：0.72Kg(アンモナル)